# Komenda Rejonu Uzupełnień Częstochowa

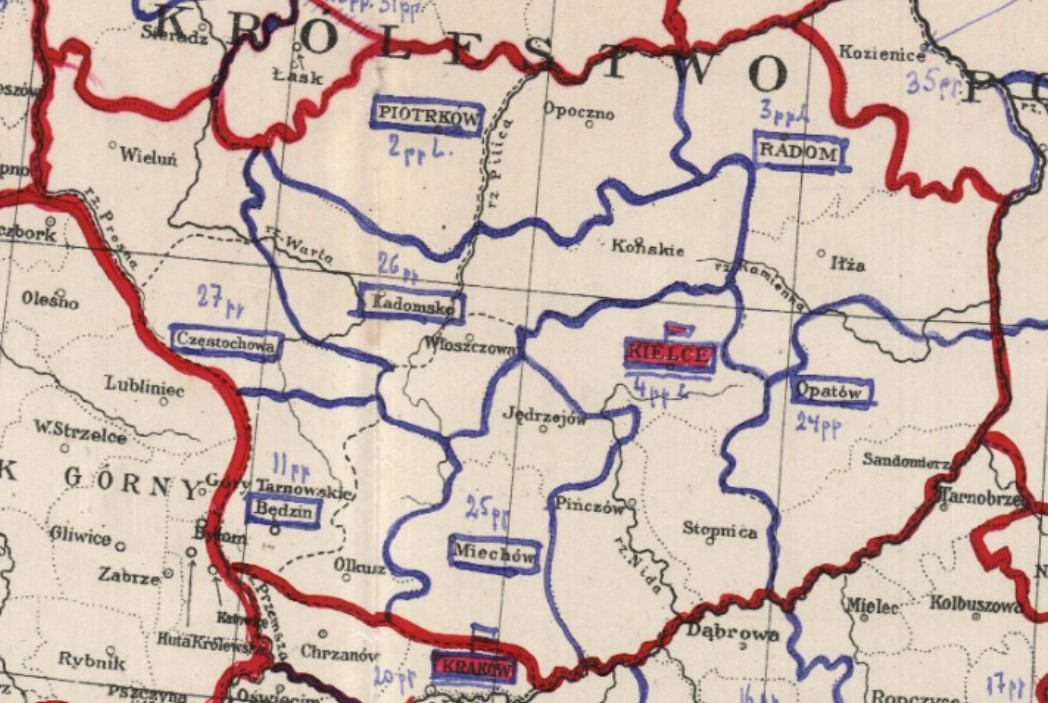
Granice PKU 27 pp

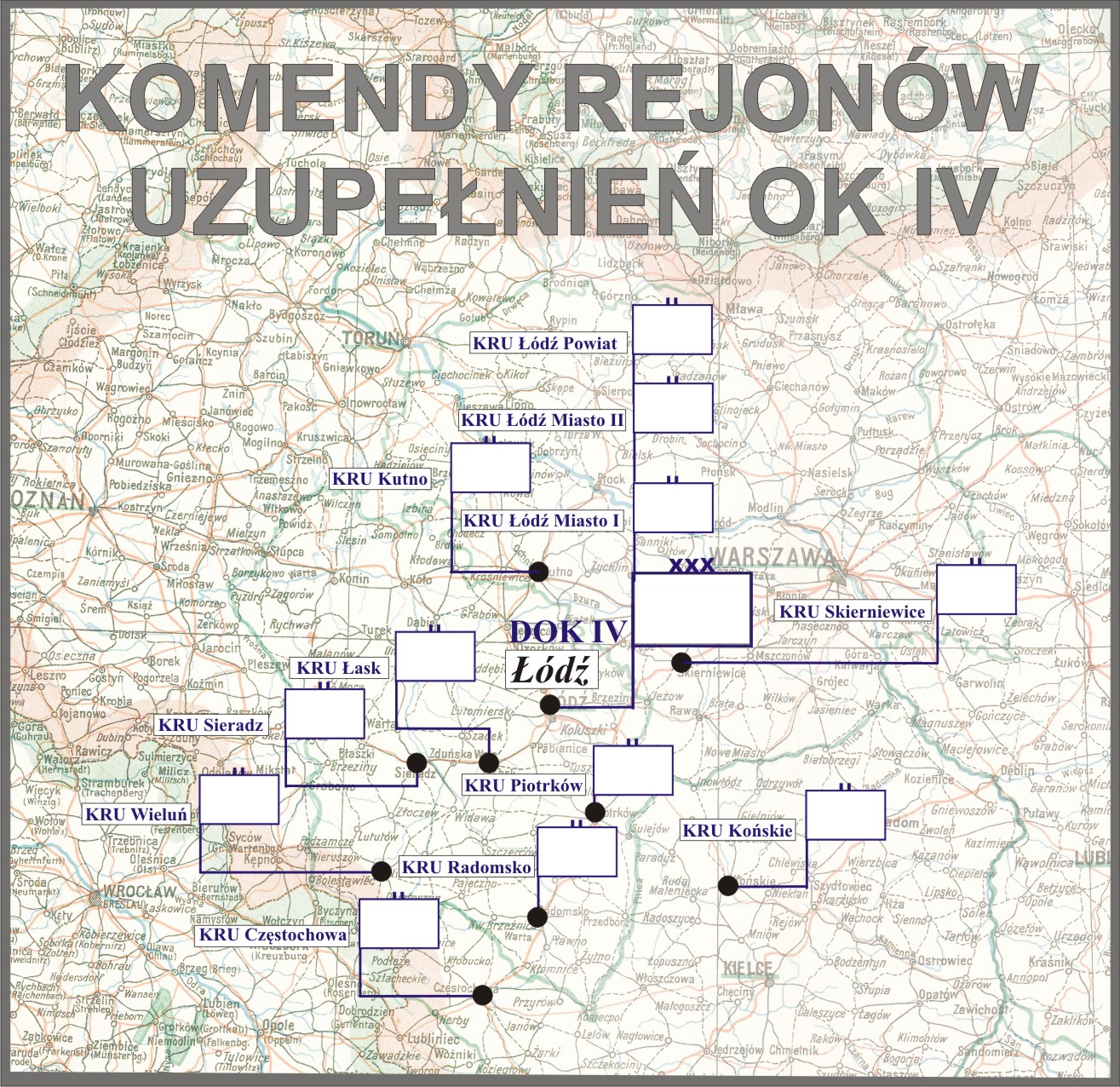
Komendy rejonów uzupełnień OK III

Komenda Rejonu Uzupełnień Częstochowa (KRU Częstochowa) – organ wojskowy właściwy w sprawach uzupełnień Sił Zbrojnych II Rzeczypospolitej i administracji rezerw w powierzonym mu rejonie.

## Formowanie i zmiany organizacyjne
W 1917 na terenie Częstochowy funkcjonował Główny Urząd Zaciągu.
Rozkazem kierownika MSWojsk. nr 144 z 27 listopada 1918 w sprawie organizacji władz zaciągowych powołano do życia między innymi Powiatową Komendę Uzupełnień w Częstochowie dla Okręgu Wojskowego VII obejmującego powiaty: częstochowski i wieluński. Z chwilą wejścia w życie rozkazu i sformowania nowego PKU, Główny Urząd Zaciągu do Wojska Polskiego zobowiązany był przekazać całość dokumentacji tej PKU na obszarze której znajdował się. Bezpośrednią kontrolę nad PKU sprawowała Okręgowa Komendy Uzupełnień w Kielcach.
W czerwcu 1921 roku PKU 27 pp była podporządkowana Dowództwu Okręgu Generalnego „Kielce” i obejmowała swoją właściwością powiaty: częstochowski i wieluński.
W kwietniu 1924 roku z PKU Częstochowa został wyłączony powiat lubliniecki i włączony do nowo powstałej PKU Lubliniec. Od tego czasu PKU Częstochowa administrowała powiatami: częstochowskim i włoszczowskim.
18 listopada 1924 roku weszła w życie ustawa z dnia 23 maja 1924 roku o powszechnym obowiązku służby wojskowej, a 15 kwietnia 1925 roku rozporządzenie wykonawcze ministra spraw wojskowych do tejże ustawy, wydane 21 marca tego roku wspólnie z ministrami: spraw wewnętrznych, zagranicznych, sprawiedliwości, skarbu, kolei, wyznań religijnych i oświecenia publicznego, rolnictwa i dóbr państwowych oraz przemysłu i handlu. Wydanie obu aktów prawnych wiązało się z przejęciem przez władze cywilne (administracji I instancji) większości zadań związanych z przygotowaniem i przeprowadzeniem poboru. Przekazanie większości zadań władzom cywilnym umożliwiło organom służby poborowej zajęcie się wyłącznie racjonalnym rozdziałem rekruta oraz ewidencją i administracją rezerw. Do tych zadań dostosowana została organizacja wewnętrzna powiatowych komend uzupełnień i ich składy osobowe. Poszczególne komendy różniły się między sobą składem osobowym w zależności od wielkości administrowanego terenu.
Zadania i nowa organizacja PKU określone zostały w wydanej 27 maja 1925 roku instrukcji organizacyjnej służby poborowej na stopie pokojowej. W skład PKU Częstochowa wchodziły dwa referaty: I) referat administracji rezerw i II) referat poborowy. Nowa organizacja i obsada służby poborowej na stopie pokojowej według stanów osobowych L. O. I. Szt. Gen. 3477/Org. 25 została ogłoszona 4 lutego 1926 roku. Z tą chwilą zniesione zostały stanowiska oficerów ewidencyjnych.
12 marca 1926 roku została ogłoszona obsada personalna Przysposobienia Wojskowego, zatwierdzona rozkazem Dep. I L. 6000/26 przez pełniącego obowiązki szefa Sztabu Generalnego gen. dyw. Edmunda Kesslera, w imieniu ministra spraw wojskowych. Zgodnie z nową organizacją pokojową Przysposobienia Wojskowego zostały zlikwidowane stanowiska oficerów instrukcyjnych przy PKU, a w ich miejsce utworzone rozkazem Oddz. I Szt. Gen. L. 7600/Org. 25 stanowiska oficerów przysposobienia wojskowego w pułkach piechoty.
Od 1926 roku, obok ustawy o powszechnym obowiązku służby wojskowej i rozporządzeń wykonawczych do niej, działalność PKU Częstochowa normowała „Tymczasowa instrukcja służbowa dla PKU”, wprowadzona do użytku rozkazem MSWojsk. Dep. Piech. L. 100/26 Pob.
W grudniu 1930 roku komenda posiadała skład osobowy typ IV.
31 lipca 1931 roku gen. dyw. Kazimierz Fabrycy, w zastępstwie ministra spraw wojskowych, rozkazem B. Og. Org. 4031 Org. wprowadził zmiany w organizacji służby poborowej na stopie pokojowej. Zmiany te polegały między innymi na zamianie stanowisk oficerów administracji w PKU na stanowiska oficerów broni (piechoty) oraz zmniejszeniu składu osobowego PKU typ I–IV o jednego oficera i zwiększeniu o jednego urzędnika II kategorii. Liczba szeregowych zawodowych i niezawodowych oraz urzędników III kategorii i niższych funkcjonariuszy pozostała bez zmian.
1 lipca 1938 roku weszła w życie nowa organizacja służby uzupełnień, zgodnie z którą dotychczasowa PKU Częstochowa została przemianowana na Komendę Rejonu Uzupełnień Częstochowa przy czym nazwa ta zaczęła obowiązywać 1 września 1938 roku, z chwilą wejścia w życie ustawy z dnia 9 kwietnia 1938 roku o powszechnym obowiązku wojskowym. Obok wspomnianej ustawy i rozporządzeń wykonawczych do niej, działalność KRU Częstochowa normowały przepisy służbowe MSWojsk. D.D.O. L. 500/Org. Tjn. Organizacja służby uzupełnień na stopie pokojowej z 13 czerwca 1938 roku. Zgodnie z tymi przepisami komenda rejonu uzupełnień była organem wykonawczym służby uzupełnień.
Komendant rejonu uzupełnień w sprawach dotyczących uzupełnień Sił Zbrojnych i administracji rezerw podlegał bezpośrednio dowódcy Okręgu Korpusu Nr IV, który był okręgowym organem kierowniczym służby uzupełnień. Rejon uzupełnień nie uległ zmianie i nadal obejmował miasto Częstochowa oraz powiaty: częstochowski i włoszczowski.

## Obsada personalna komendy
Poniżej przedstawiono wykaz oficerów zajmujących stanowisko komendanta Powiatowej Komendy Uzupełnień i komendanta rejonu uzupełnień oraz wykaz osób funkcyjnych (oficerów i urzędników wojskowych) pełniących służbę w PKU i KRU Częstochowa, z uwzględnieniem najważniejszych zmian organizacyjnych przeprowadzonych w 1926 i 1938 roku.
Komendanci
- ppłk Józef Czajewski (10 I – 15 VII 1919 → komendant PKU Białystok[23])
- płk Władysław Odyniec (15 VII 1919[23] – 18 II 1921[24]
- płk Apoloniusz Wysocki (18 II 1921[24] – 5 V 1921)
- ppłk Mieczysław Kozicki (5 V – X 1921)
- mjr rez. powoł. do sł. czyn. Roman Różycki (1921[25] – I 1924 → 2 puł[26][27])
- mjr / ppłk piech. Antoni I Malinowski (I 1924[28] – II 1927 → stan spoczynku z dniem 30 IV 1927[29])
- mjr piech. Mieczysław Żyromski (III[30] – 30 IX 1927 → stan spoczynku[31])
- płk piech. Władysław Mielnik[a] (IX 1927[32] – IV 1928[33])
- ppłk art. dr Eugeniusz Leopold Baranowicz (IV 1928[34] – 31 XII 1928 → stan spoczynku[35])
- ppłk łącz. Antoni Powierza (XII 1928[36][37] – 31 VIII 1931 → stan spoczynku[38])
- mjr dypl. piech. Kazimierz Ring[b] (IX 1931 – XI 1932 → dyspozycja dowódcy OK IVDz. Pers. MSWojsk. ↓, Nr 12 z 15 listopada 1932 roku, s. 397)
- mjr piech. Henryk Dmowski[c] (1 VIII 1933[40] – 1939[25] → kierownik samodzielnego referatu uzupełnień w Oddziale I SG[41])
- mjr piech. Franciszek Michał Węda (1939[42], †1940 Katyń)

Obsada pozostałych stanowisk funkcyjnych PKU w latach 1921–1925
- I referent
  - mjr piech. Antoni I Malinowski (do I 1924 → komendant PKU)
  - por. / kpt. kanc. Jan Antoni Studencki (I 1924[45] – II 1926 → kierownik I referatu)
- II referent – urzędnik wojsk. XI rangi / por. kanc. Kazimierz Józef Olejnik (1923–1924)
- oficer instrukcyjny
  - por. piech. Jan Kazimierz Gawlikowski (był w 1923 – III 1925 → 27 pp[46])
  - por. piech. Jan Bojarski (III 1925[46] – III 1926 → 27 pp[47])
- oficer ewidencyjny na powiat częstochowski
  - urzędnik wojsk. XI rangi Antoni Markiewicz (od 1 VI 1923[48])
  - por. kanc. Zdzisław Toczewski (od 1 XII 1924[49])
- oficer ewidencyjny na powiat włoszczowski
  - urzędnik wojsk. XI rangi / por. kanc. Zbigniew Chowaniec (do 1 XII 1924 → PKU Lwów Powiat[49])
  - por. piech. Władysław Dawid (II[50] – III 1925[51] → 22 pp)

Obsada pozostałych stanowisk funkcyjnych PKU w latach 1926–1938
- kierownik I referatu administracji rezerw i zastępca komendanta – kpt. kanc. / piech. Jan Antoni Studencki[d] (II 1926 – był w VI 1935)
- kierownik II referatu poborowego
  - por. kanc. Stanisław Toczewski (od II 1926)
  - por. kanc. Marian Michał Łukasiewicz[e] (XI 1928[63] – 1 VIII 1932[64] → praktyka u płatnika 27 pp)
  - kpt. piech. Stanisław Górnikowski[f] (1932[69] – był w VI 1935)
- referent – por. kanc. Kazimierz Józef Olejnik (II 1926 – 1 VIII 1931[70] → kierownik II referatu PKU Będzin)
- referent (etat przejściowy) – por. kanc. Jan I Popiel (od II 1926)

Obsada pozostałych stanowisk funkcyjnych KRU w latach 1938–1939
- kierownik I referatu ewidencji – kpt. adm. (piech.) Jan Nepomucen Szkup (od IX 1939 w niemieckiej niewoli, w Oflagu II B Arnswalde[59])
- kierownik II referatu uzupełnień – kpt. piech. Stanisław Jan Owsiany †1940 Charków[72]